# Helina fuscitarsis
Helina fuscitarsis är en tvåvingeart som först beskrevs av Ernst Evald Bergroth 1894.  Helina fuscitarsis ingår i släktet Helina och familjen husflugor. Inga underarter finns listade i Catalogue of Life.